# Croix de Mali pijac
La Croix de Mali pijac (en serbe cyrillique : Крст са Мале пијаце ; en serbe latin : Krst sa Male pijace) est un monument situé à Belgrade, la capitale de la Serbie, dans la municipalité urbaine de Savski venac. Érigée en 1862, elle est inscrite sur la liste des biens culturels de la Ville de Belgrade.

## Présentation
La croix est érigée dans un parc situé entre la rue Karađorđeva et le Svetоnikolski trg et forme un ensemble avec la croix Vozarev de Vračar. Elle date de 1862 et se trouve aujourd'hui près de l'hôtel Bristol. Le monument a été financé par Ćira Hristić, un riche marchand, en l'honneur des combattants morts pour la libération de Belgrade en 1806, lors du premier soulèvement serbe contre les Ottomans.
Ce monument en forme de croix s'inscrit historiquement dans toute une série d'autres créations qui, symboliquement, célèbrent la victoire des Serbes (et des Chrétiens) contre les Turcs.